# Комівояжер (фільм)
«Комівояжер» (перс. فروشنده, Forushande) — іранський драматичний фільм, знятий Асгаром Фархаді. Світова прем'єра стрічки відбулась 21 травня 2016 року на Каннському кінофестивалі, а в Україні — 23 березня 2017 року.
Фільм здобув для Ірану премію «Оскар» за найкращий фільм іноземною мовою.

## Сюжет
Емад і Рана живуть у Тегерані. Він учитель, вона домогосподарка, обидва захоплюються грою у театральній трупі і репетирують виставу за знаменитою п'єсою Артура Міллера «Смерть комівояжера». Початок репетицій збігається з необхідністю термінового переїзду. Але і на новому місці тріщини, які одного разу прорізали стіни старого дому, дадуть про себе знати. Тільки тепер випробуванню піддадуться стосунки подружжя, у життя яких вторгнеться незнайомець.

## У ролях
- Шахаб Хоссейні
- Таране Алідості

## Нагороди та номінації
| Список нагород та номінацій | Список нагород та номінацій | Список нагород та номінацій     | Список нагород та номінацій | Список нагород та номінацій | Список нагород та номінацій |
| Кінопремія                  | Дата церемонії              | Категорія                       | Номінант(и)                 | Результат                   | Дж                          |
| --------------------------- | --------------------------- | ------------------------------- | --------------------------- | --------------------------- | --------------------------- |
| Каннський кінофестиваль     | 22 травня 2016              | «Золота пальмова гілка»         | «Комівояжер»                | Номінація                   |                             |
| Каннський кінофестиваль     | 22 травня 2016              | Найкращий актор                 | Шахаб Хоссейні              | Перемога                    |                             |
| Каннський кінофестиваль     | 22 травня 2016              | Найкращий сценарій              | Асгар Фархіді               | Перемога                    |                             |
| Премія «Золотий глобус»     | 8 січня 2017                | Найкращий фільм іноземною мовою | «Комівояжер»                | Номінація                   | [ 4 ] [ 5 ]                 |
| Премія BAFTA                | 18 лютого 2017              | Найкращий неангломовний фільм   | «Комівояжер»                | Номінація                   |                             |